# 小行星3636
小行星3636（英語：3636 Pajdusakova）是一颗围绕太阳公转的小行星。1982年10月17日，安東寧·姆爾科斯在克列特发现了此天体。
这颗小行星的绝对星等为93.85994等。